# Сигизмунд Австрийский
Сигизмунд Леопольд Райнер Мария Амброзиус Валентин Австрийский (нем. Sigismund Leopold Rainer Maria Ambrosius Valentin von Österreich; 7 января 1826, Милан, — 15 декабря 1891, Вена) — эрцгерцог Австрии из Габсбург-Лотарингского дома, фельдмаршал-лейтенант.

## Биография
Сигизмунд был сыном эрцгерцога Райнера Иосифа Австрийского, вице-короля Ломбардии, от его брака с Елизаветой Савойской, дочерью принца Карла Эммануила Савойского-Кариньянского. По отцовской линии он приходился внуком императору Леопольду II.
Сигизмунд, несмотря на слабое здоровье, сделал военную карьеру. Он состоял шефом 45-го пехотного полка, а в 1848 году был назначен в штаб генерала Йозефа Радецкого, который впоследствии сменил его отца на посту вице-короля. Участвовал в подавлении восстаний 1848 года в Ломбардо-Венецианском королевстве. В боях при Мортаре, Сомми и Компазе несколько раз отличился во главе своего полка.
Во время австро-итальянской войны участвовал в битве при Новаре, сражениях при Пастренго и Санта-Лючии, командуя бригадой в составе 1-го резервного корпуса. В 1856 году получил чин фельдмаршал-лейтенанта и был направлен в Грац, чтобы возглавить 6-й корпус. Однако вскоре вышел в отставку по состоянию здоровья.
В 1859 году Сигизмунд вступил во владение замком Гмюнд. Будучи страстным ботаником и дендрологом, он построил здесь дом для орхидей и пальм, а также обустроил просторный ландшафтный парк.
На похоронах своего младшего брата Генриха и его жены Сигизмунд простудился. Он посчитал болезнь несерьёзной, однако та быстро прогрессировала. Он умер холостым и бездетным в Вене и был похоронен в собственном склепе на гмюндском кладбище.
Являлся кавалером ордена Золотого руна, а также российских орденов Александра Невского, Белого орла и Святой Анны первой степени.